# Guy Beaujouan
Pour les articles homonymes, voir Beaujouan.
Guy Beaujouan, né le 23 juin 1925 à Orléans et mort le 5 octobre 2007 à Paris 14e, est un historien des sciences français.

## Biographie
Après des études à l'École nationale des chartes où il soutient une thèse sur l'histoire de l'arithmétique au Moyen Âge (recompensée par le prix Auguste Molinier), il est nommé conservateur aux Archives nationales en 1947 et il y reste jusqu'en 1960, exception faite de deux années passées à la Casa de Velázquez à Madrid en 1950-1952. Il est nommé au CNRS en 1960 puis élu directeur d'études à l'EPHE en 1963.

## Distinction
- 2005 : Médaille Alexandre-Koyré[2]